# 肯·凯夫斯
肯·凯夫斯（英語：Ken Caves，1926年11月4日—1974年7月31日），澳大利亚男子自行车运动员。他曾代表澳大利亚参加1950年大英帝国运动会自行车比赛，获得一枚铜牌。他也曾参加1948年和1952年夏季奥林匹克运动会。